# Вільшина (заповідне урочище)
Вільши́на — заповідне урочище місцевого значення в Україні. Розташоване у північно-східній частині території Нетішинської міської ради, навпроти міського пологового будинку міста Нетішин.

## Загальні відомості

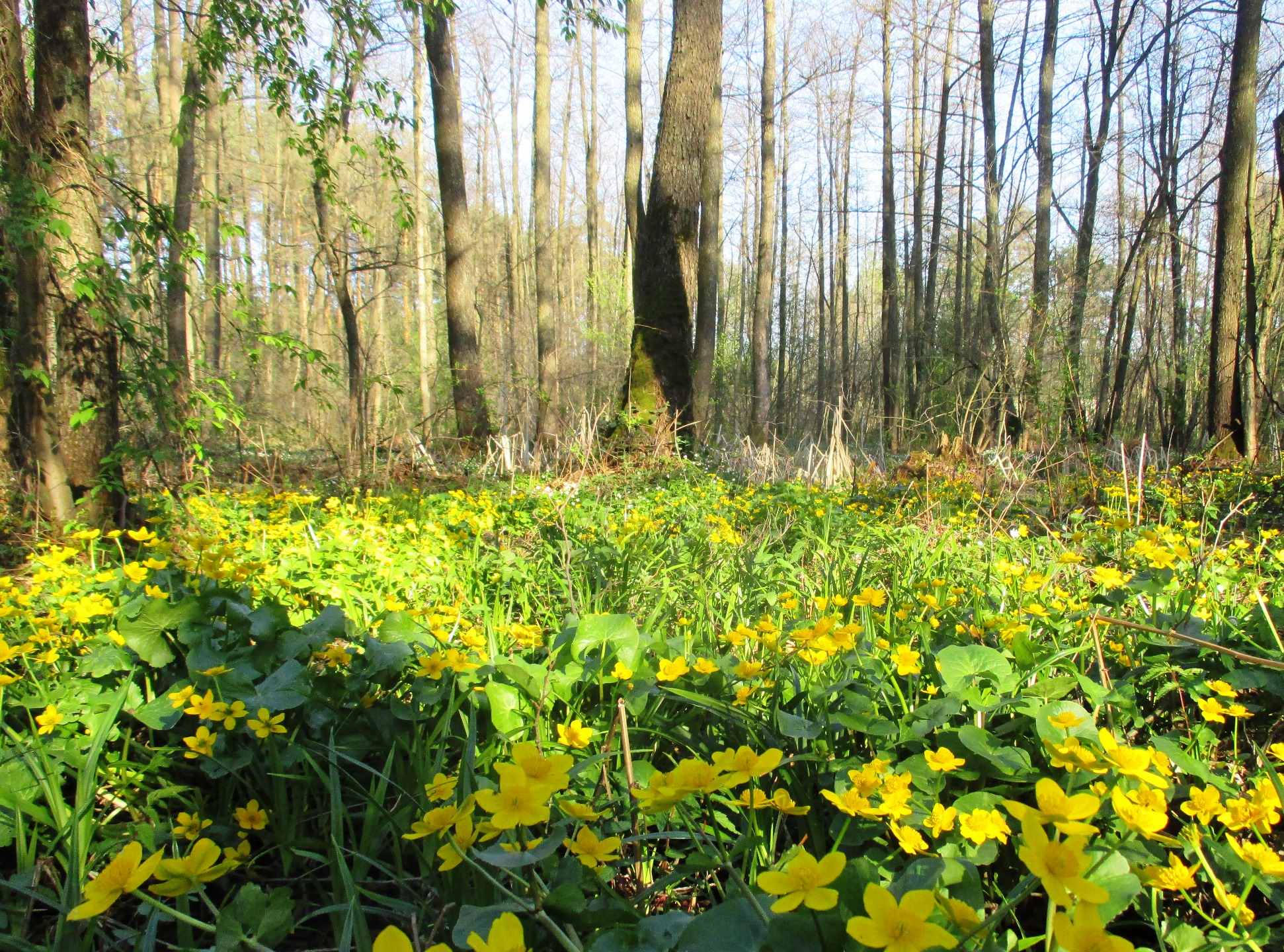
Калюжниця болотяна

Площа 26 га. Статус надано 16 грудня 1998 року рішенням 4 сесії Хмельницької обласної ради народних депутатів. Перебуває у віданні ДП «Славутський лісгосп» (Кривинське л-во, кв. 3, 6).
Статус надано для збереження частини масиву вільхового лісу із переважанням  лісоболотних, болотних та лісових видів рослин. Його унікальність полягає в тому, що тут виявлені популяції двох видів рідкісних  орхідей, пальчатокорінники м’ясочервоні та плямисті, занесених до «Червоної книги України».

## Галерея

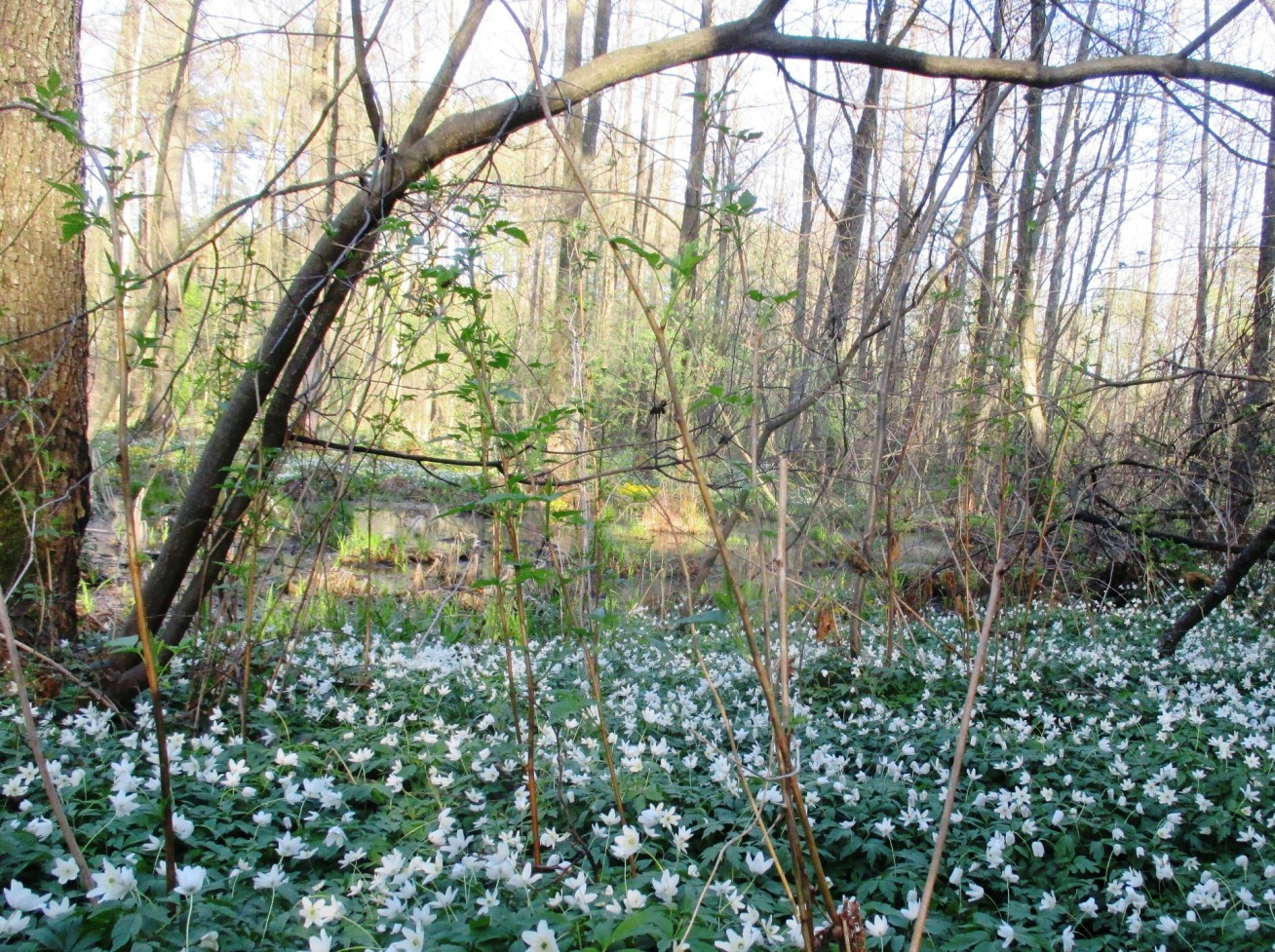
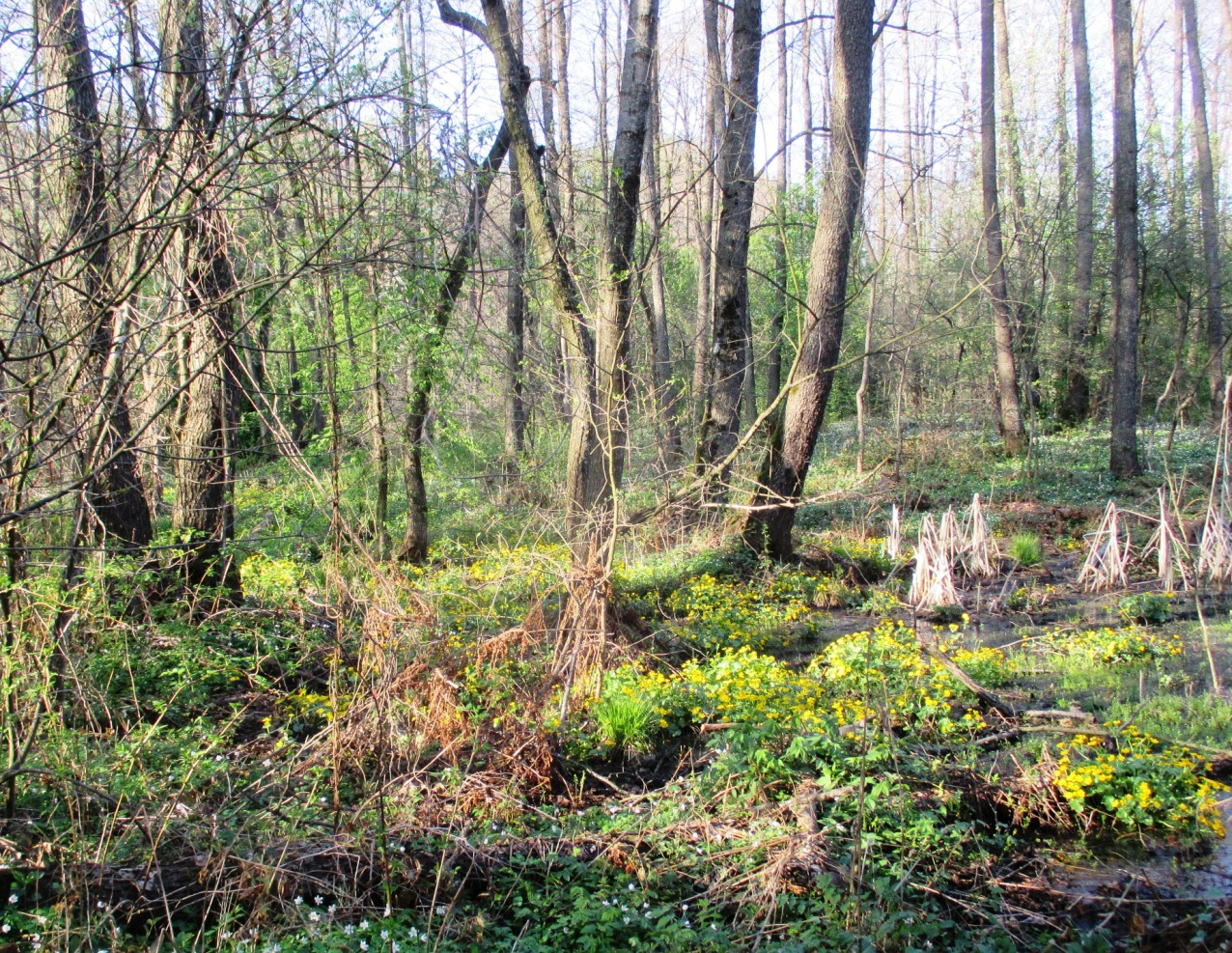
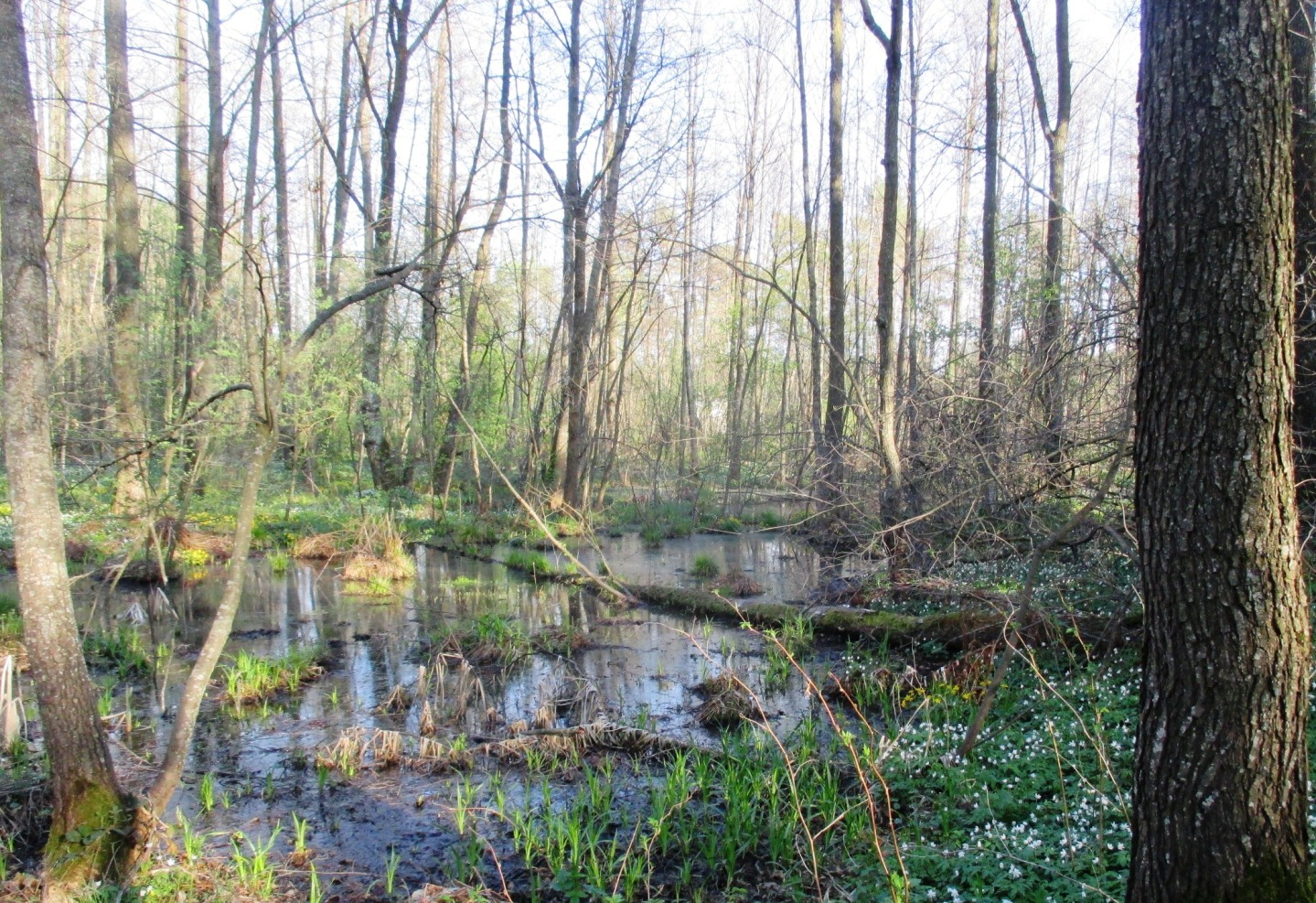
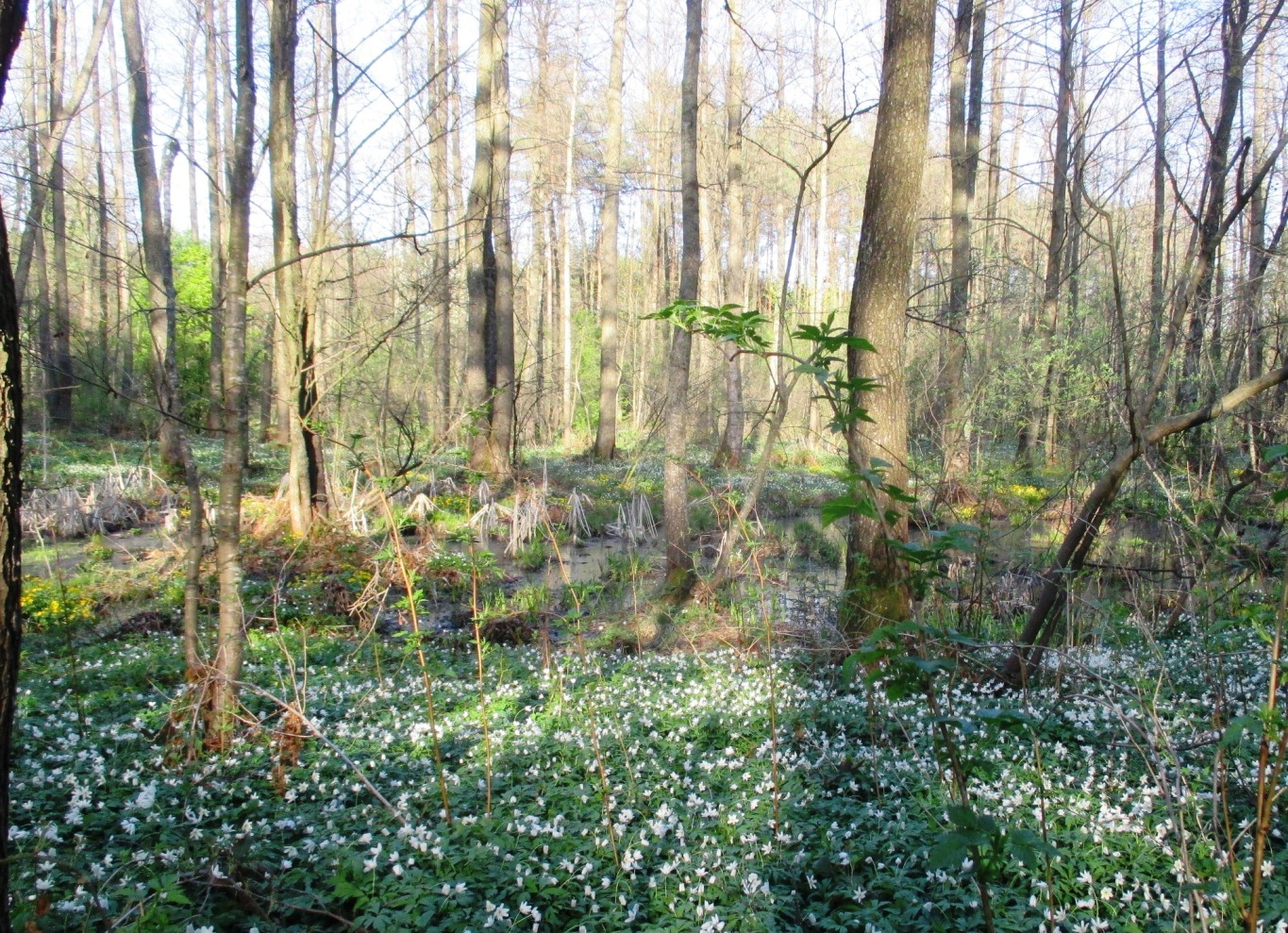
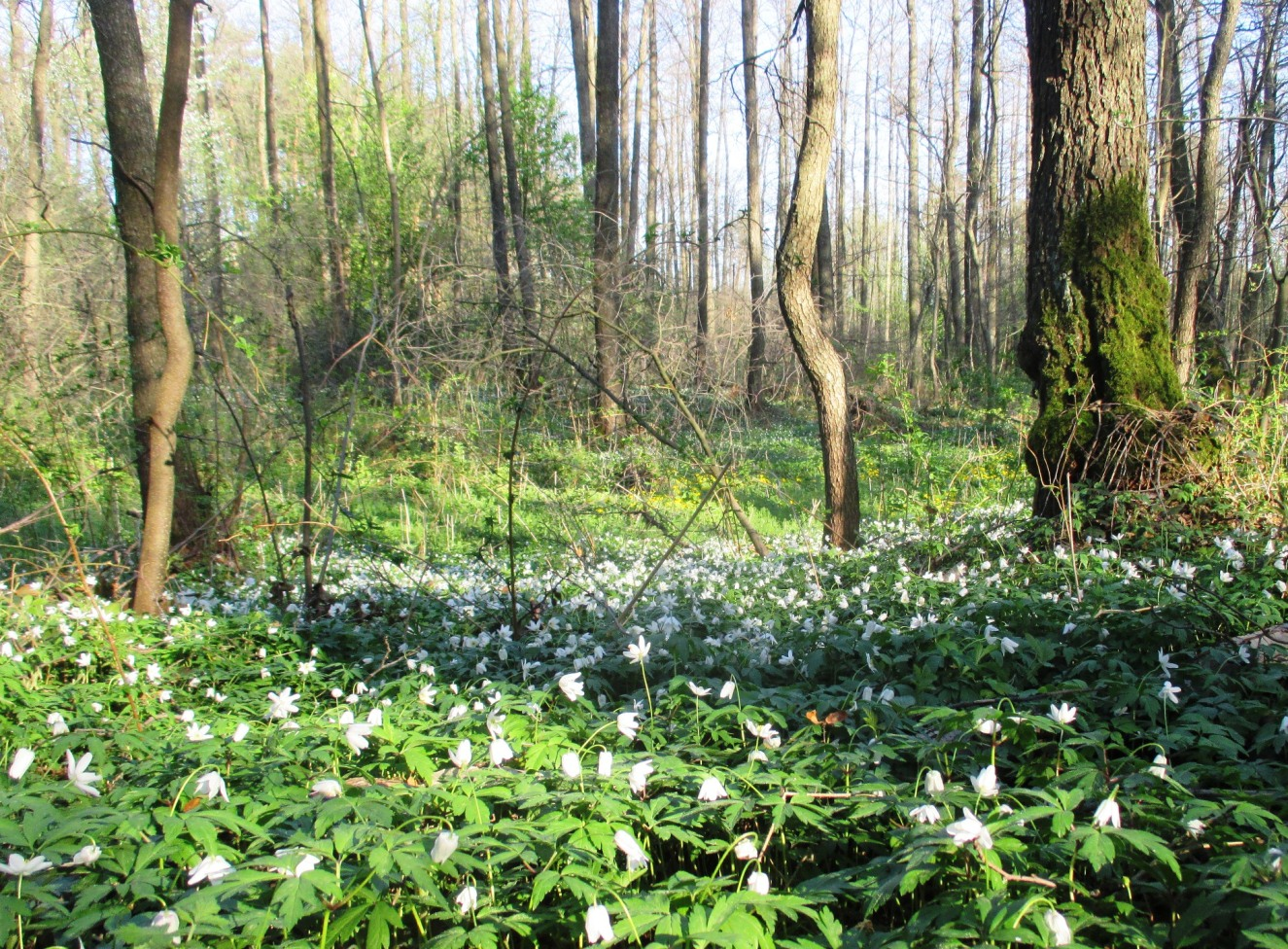
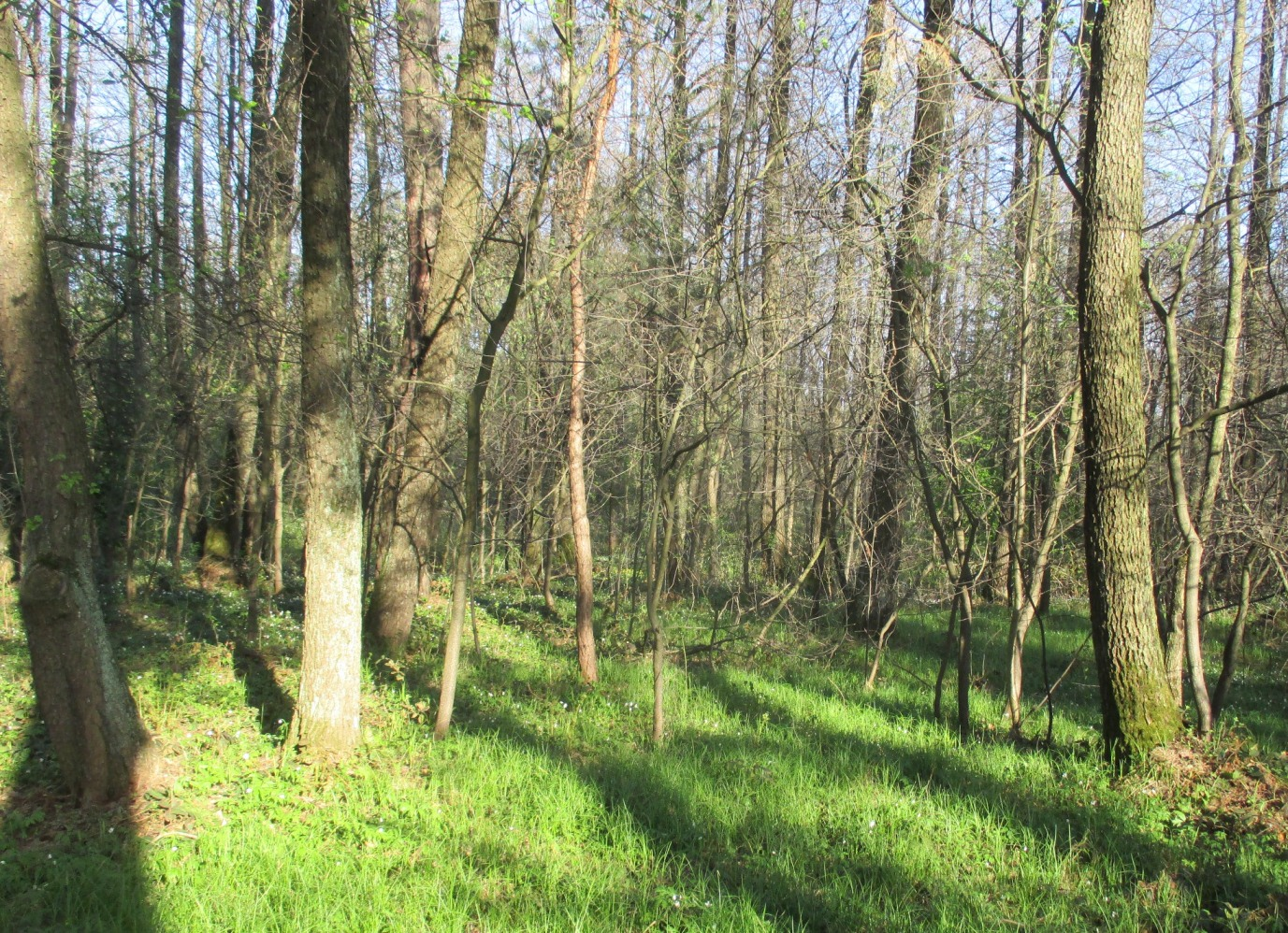